# Tally

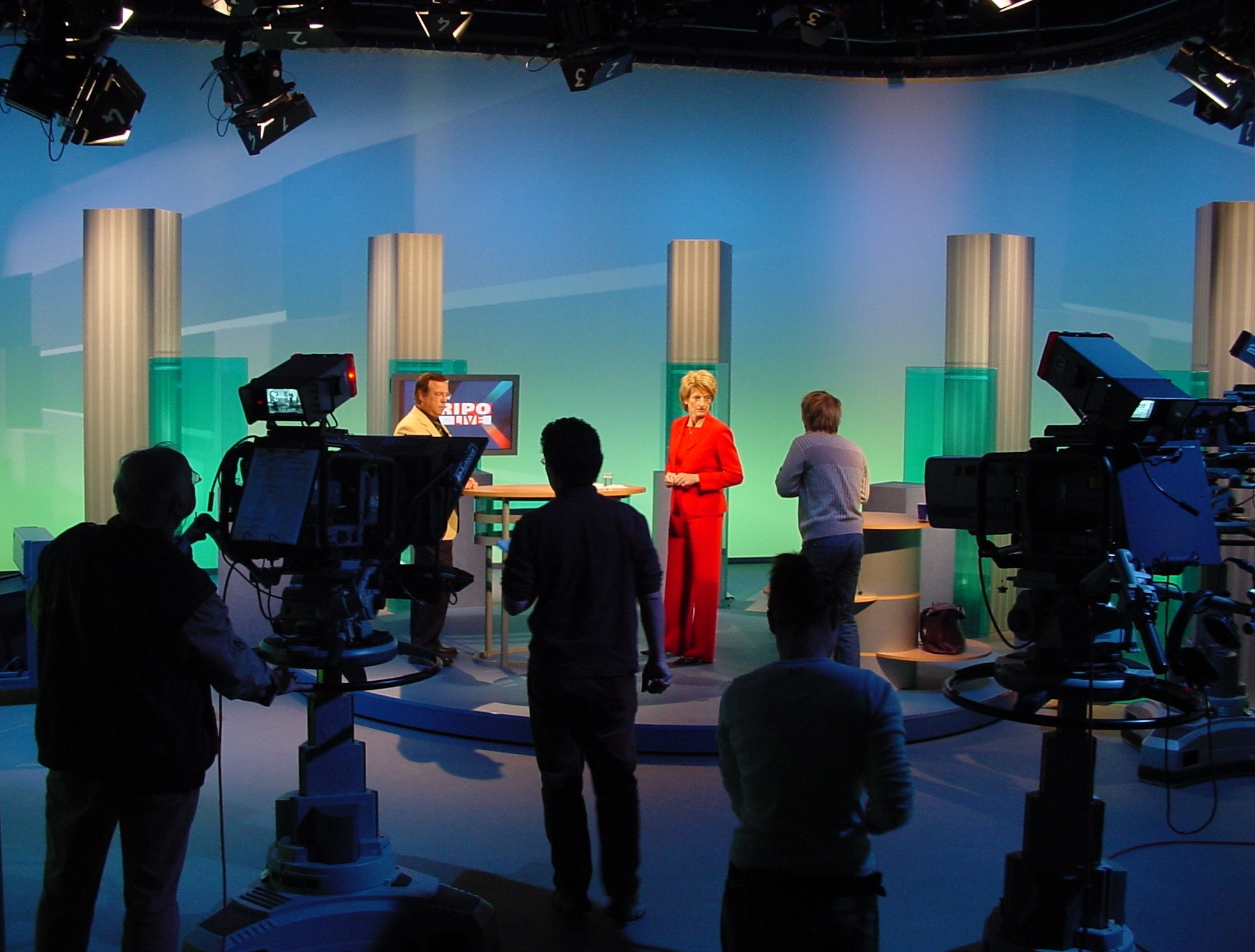
Kameras im Einsatz in einem Fernsehstudio. Bei der linken Kamera ist das Tally eingeschaltet

Tally [ˈtæli] ist der englische Fachbegriff für ein Aufnahmelicht, ein kleines Rotlicht an Fernsehkameras, Monitoren und Mikrofonen. Das Tally signalisiert den Personen im Studio, dass ebendieses Signal aufgezeichnet oder ausgestrahlt wird. Dementsprechend leuchtet für gewöhnlich immer nur bei einer Kamera ein Tally.
Ausnahmen bestehen, wenn beispielsweise in ein Fernsehbild ein zweites kleines Fenster, eine sogenannte Bildteilung, eingefügt wird. Auch bei der Kamera, die in dieser Bildteilung zu sehen ist, leuchtet das Tally.

## Zweck

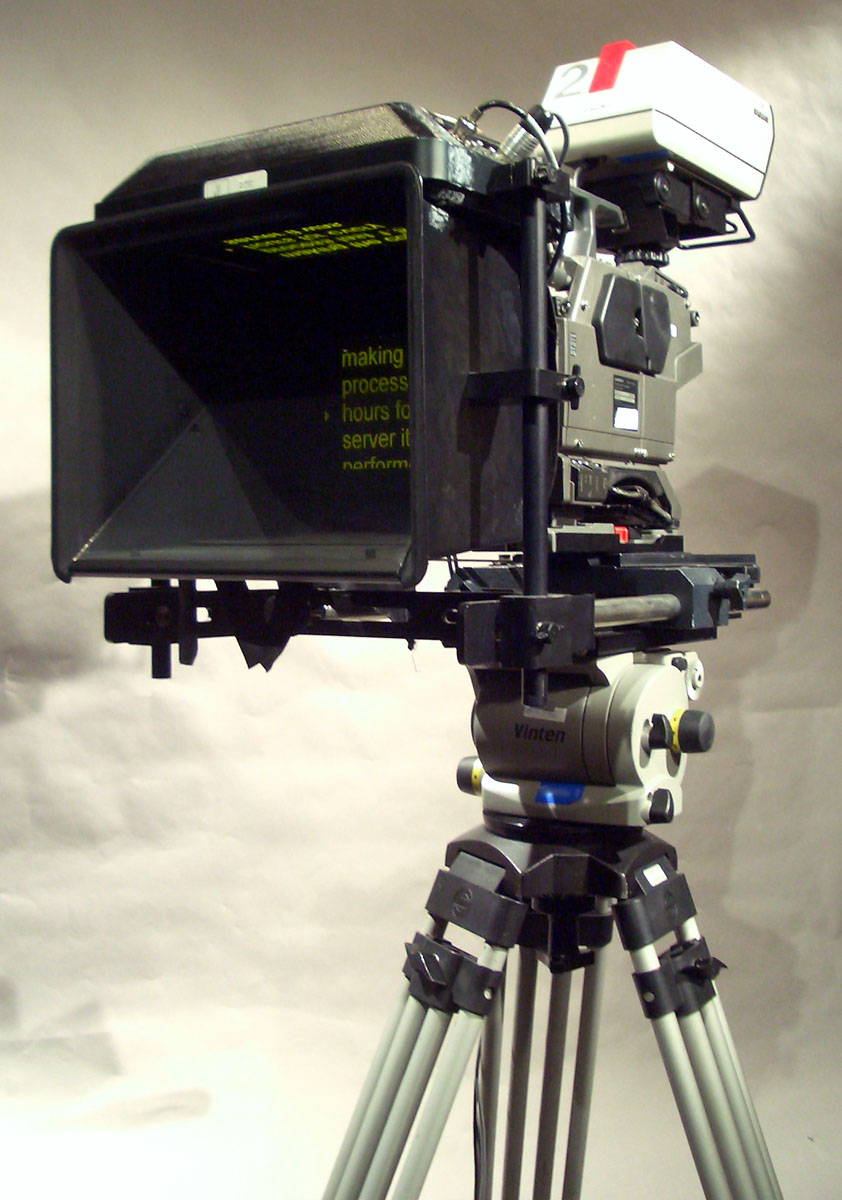
Fernsehkamera mit Teleprompter und Tally

Neben Kameras und Mikrofonen befindet sich ein Tally auch an anderen Geräten, die ein Bild zur Ausstrahlung bringen können, zum Beispiel am Schriftgenerator, am DVE (digitales Videoeffektgerät) oder an Videorekordern (Magnetaufzeichnung). Tallys sollen:
- den Sprechern/Darstellern ein Einsatzzeichen geben
- anzeigen, in welche Kamera ein Sprecher schauen muss
- ein Mikrofon beim Abschalten als „zu“ kennzeichnen (wenn z. B. ein Sprecher durch Handzeichen signalisiert, dass er niesen muss)
- irrtümliche Bedienung der oben genannten Geräte verhindern
- an der Studiotür angebracht: Störungen der Aufnahme verhindern
- dem Kameramann signalisieren, dass er auf Sendung ist. So kann dieser sich darauf einstellen. Außerdem kann das Tally ihm sagen: „Halte das Bild“ oder „Du bist gleich auf Sendung“.

## Steuerung
Die Steuerung der Tallys übernimmt für gewöhnlich der Tally-Controller. Dabei handelt es sich um einen Computer, der mit dem Bildmischer, der Kreuzschiene (Videomatrix) und anderen Peripheriegeräten vernetzt ist. In älteren oder sehr kleinen Fernsehstudios wird die Aufgabe der Tally-Steuerung aufgrund fehlender weiterer Komponenten komplett dem Bildmischer überlassen. Bei Fernübertragungen (wenn z. B. ein europäischer Sender für ein Interview ein Studio in Asien mietet) wird das Tally im Allgemeinen durch die Regie beim Kunden ferngesteuert.
Zusätzlich zu den klassischen roten Tallys gibt es auch andere, verschiedenfarbige Tallys, üblicherweise in den Farben gelb und grün. Diese dienen zu unterschiedlichen, der jeweiligen Sendung individuell angepassten Zwecken. Beispielsweise kann ein gelbes Tally dem Kameramann oder DVE-Operator signalisieren, dass sein Bild zwar nicht direkt auf dem Sendeweg zur Ausstrahlung kommt, aber auf einer Monitorwand im Studio sichtbar ist und damit indirekt die Sendung beeinflusst.

## Andere Aufnahmegeräte
Kassettenrekorder über Diktiergerät bis Action-Cam zeigen laufende Aufnahme häufig mit einer kleinen roten LED an, um Aufnehmenden und aufgenommene zu informieren. Überwachungskameras in Geschäften oder an Gebäuden, ob echt oder Dummy, weisen oft ein blinkendes rotes Licht auf.